# L'Effort (journal)
Ne doit pas être confondu avec L'Effort (revue).

L'Effort est un quotidien socialiste français fondé en août 1940 et rallié au régime de Vichy.

## Fondation
En août 1940, le journal est fondé à Clermont-Ferrand par Paul Rives et Charles Spinasse, avec le soutien d'une vingtaine de députés socialistes autour de Paul Faure. En novembre suivant, le journal émigre à Lyon et Paul Rives en assure seul la direction. Les ventes sont de 20 000 exemplaires.
En novembre 1942, Paul Rives vend ses parts à Georges Daudet, prête-nom du groupe Hibbelen. Le rédacteur en chef est Bernard Enzier. Le journal bénéficie du soutien de Paul Marion. Il continue à paraître jusqu'au 22 août 1944.

## Principaux contributeurs
Le journal compte comme principaux contributeurs :
- Angelo Tasca
- Charles Spinasse
- Justin Arnol
- Paul Faure
- Paul Rives